# 三星Galaxy Z Flip 3
三星Galaxy Z Flip 3（英語：Samsung Galaxy Z Flip 3）是一款由三星電子設計、生產、銷售和製造的可摺疊式智能手機，屬該公司三星Galaxy Z系列的一部分。該產品為三星Galaxy Z Flip的後繼產品，于2021年8月11日在三星的Galaxy Unpacked活动中亮相。虽然它是Z Flip的後繼機型，但为了与三星Galaxy Z Fold 3的命名上保持一致，它被命名為Z Flip 3。
該產品支援IPX8的抗水防塵功能，可於水深1.5（4.9英尺）浸沒30分鐘，與Galaxy Z Fold 3相似。

## 歷史
2020年12月，有研究公司指出，该公司正研发三种有機發光二極體（OLED）面板，当中該產品采用双屏幕设计，大小分別為6.7吋及3吋，亦指会推出一款名为“Galaxy Z Fold Lite”的产品。翌年1月，有網站公開有關該產品的渲染圖，當中顯示該產品除了改用較大的機背顯示屏和採用與Galaxy S21相同的後置相機模組設計外，亦會採用LTPO顯示屏與經改良的鉸鏈設計；同時亦有爆料者指出，該產品的顯示屏支援120 Hz屏幕刷新率，並採用1200萬像素的前置鏡頭，且售價會較上代略高。
同年5月，有關該產品與Galaxy Z Fold 3的產品圖於網路上曝光，當中可見該產品採用雙鏡頭設計的後置鏡頭，機背屏幕面積亦有所增加，並會有多達8款機身顏色選項。翌月，有傳媒報導指出，廠方會於同年8月上旬舉行線上發佈會，並預計於同月27日開售包括該產品在內的多款新產品。
同年7月，三星电子宣布于8月11日举行发布会，而预告图片的设计令外界猜测厂方将会发布包括该产品在内的两款可折叠式智能手机；同时，有关该产品的售价亦于网络上流传，亦有消息指出该产品支持IPX8等级的防尘防水功能，并透露该产品的详细规格。與此同時，有南韓傳媒報道指出，廠方除會推出該產品外，亦會推出另一款名為「Galaxy Z Flip 3 Lite」的產品，唯有傳媒指出後者未有具體的推出時間表。
翌月26日，厂方于香港举行发布会，并邀请男子跳唱组合MIRROR作为代言人，并于同日于香港进行预售；而此前在网络上亦有流传载有相关消息的采访邀请。同年9月10日，該產品正式於香港上市。

## 設計

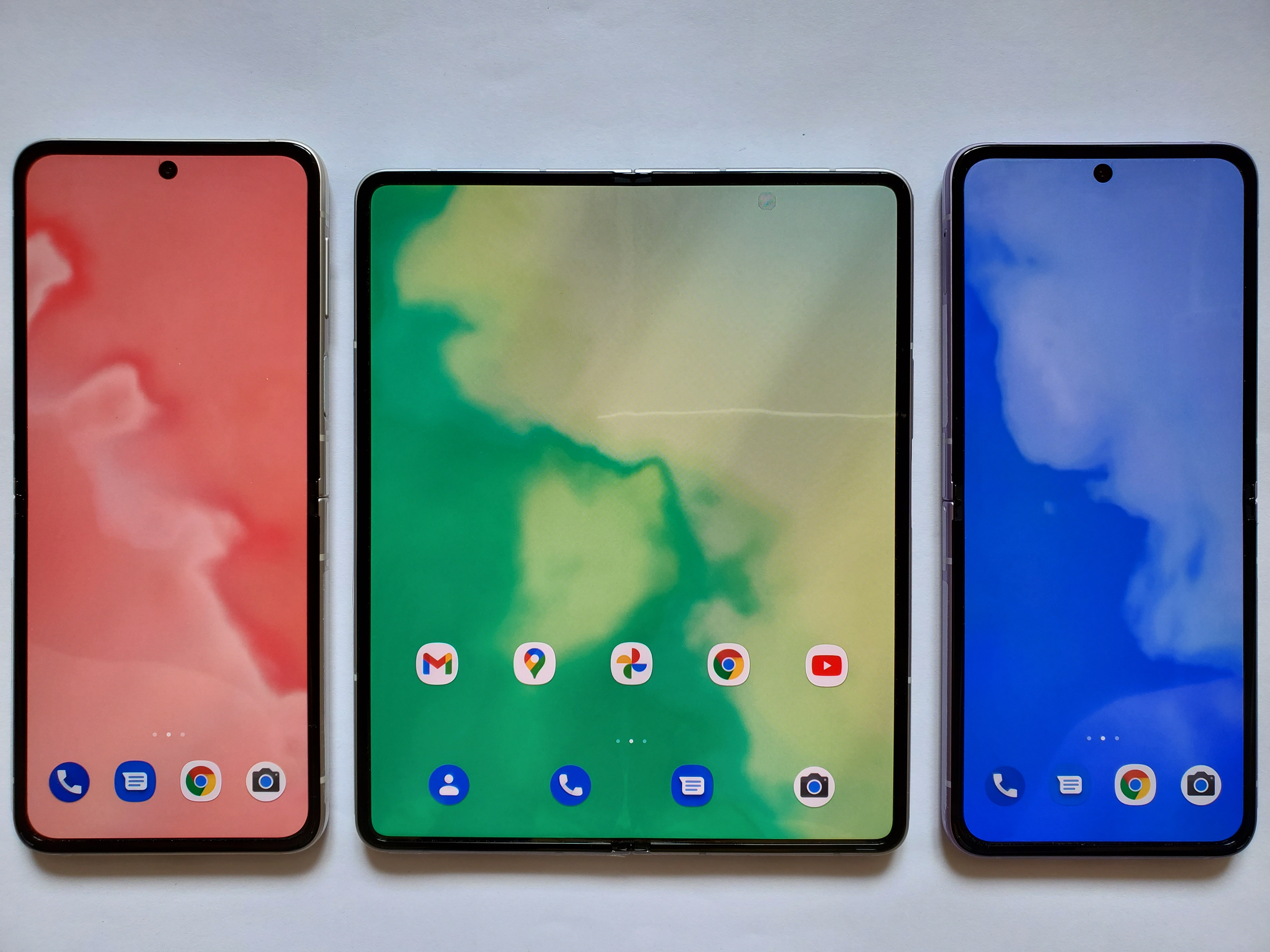
Samsung Galaxy Z Flip3 & Z Fold3

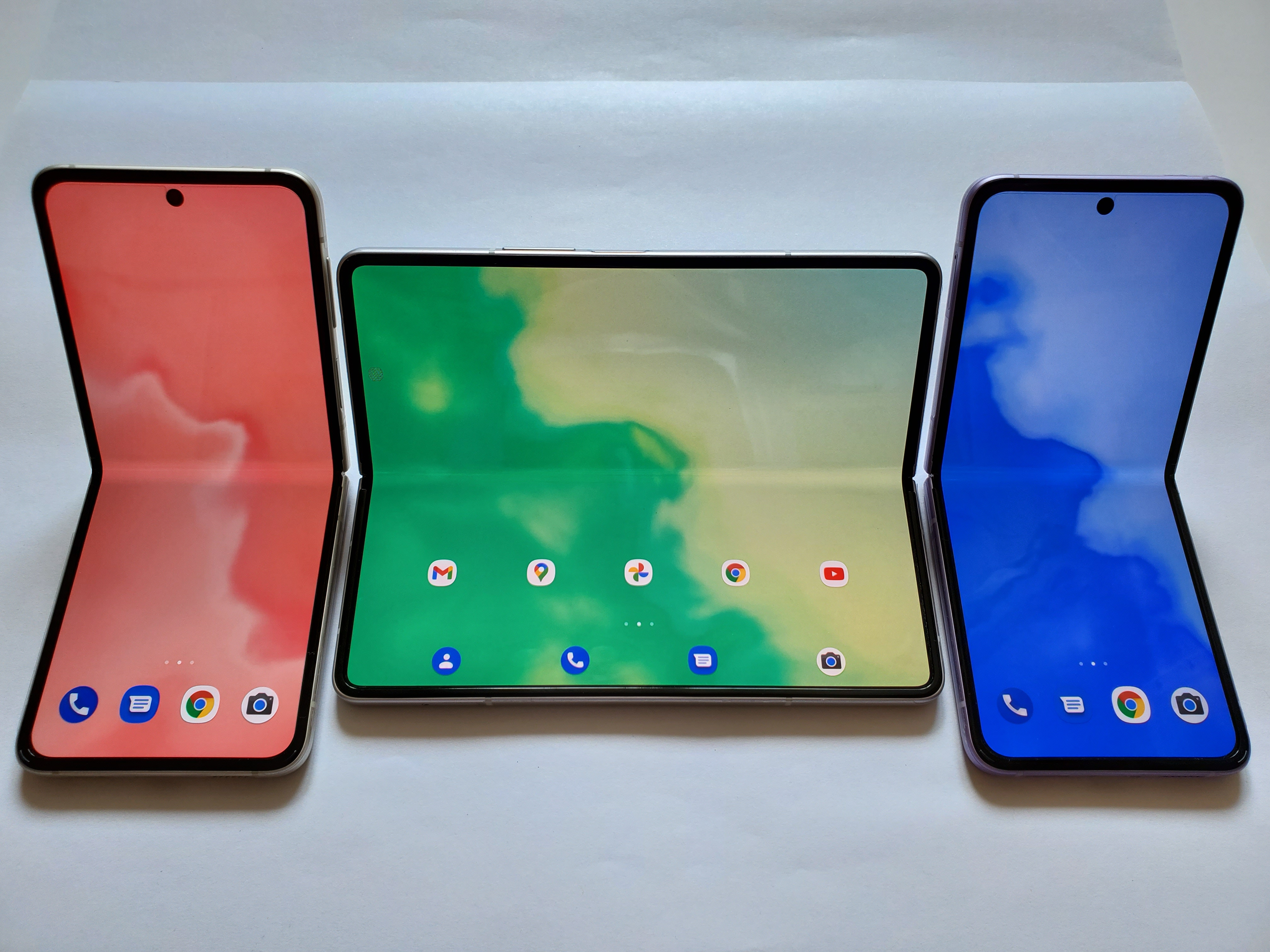
Samsung Galaxy Z Flip3 & Z Fold3

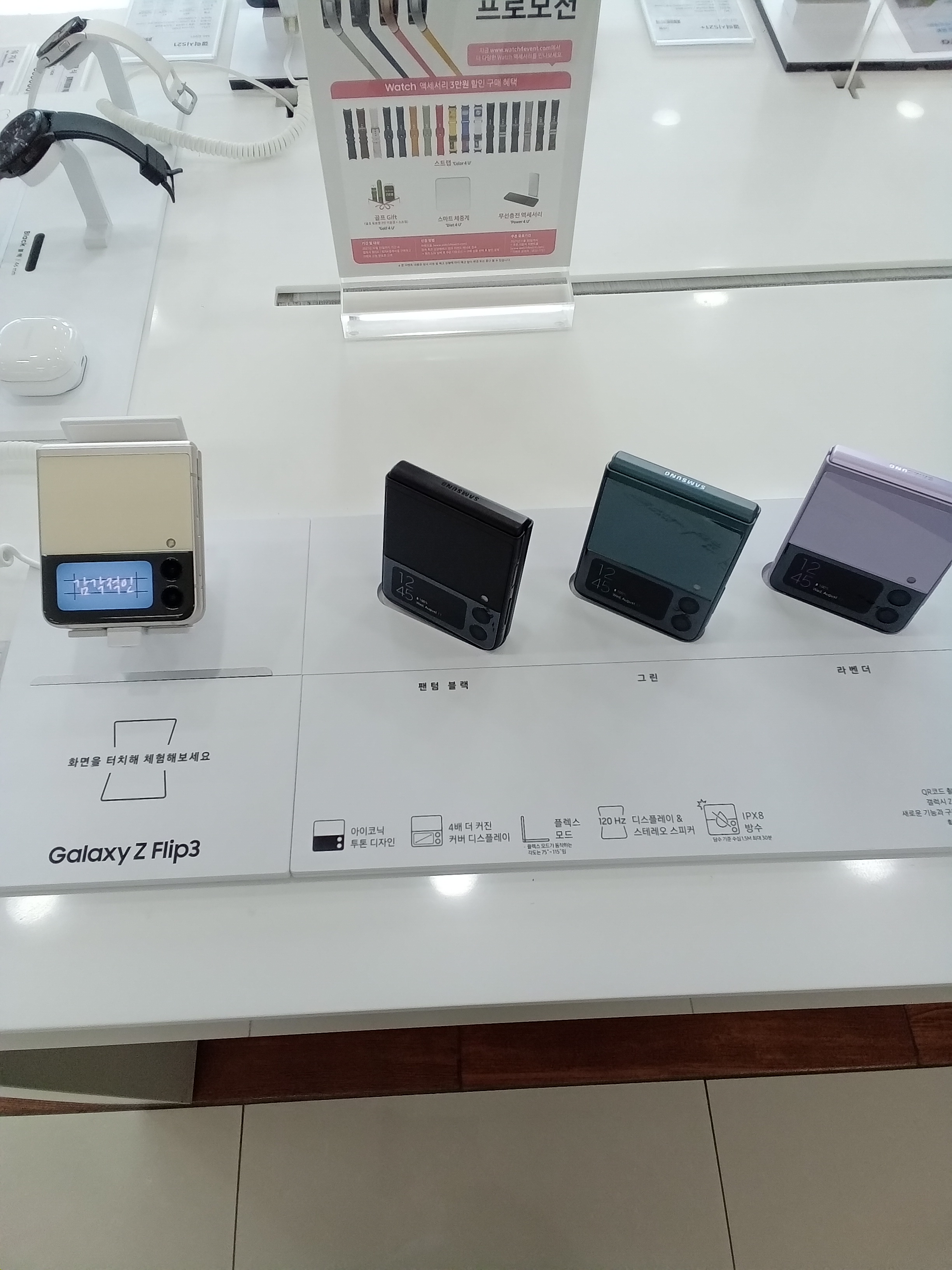
Samsung Galaxy Z Flip 3

Galaxy Z Flip 3是一款採用上下折叠設計的智能手機，並採用鉸鏈設計連接上下兩部份。當中機背上半部分包含雙鏡頭設計的後置相機與機面屏幕，而機面屏幕的設計與鏡頭模組融為一體；而主屏幕則以鋁製外框所包圍，並置於機身正面。在機身設計方面，廠方採用了與Galaxy Z Fold 3相同的Armour Aluminum及由康寧公司出品的Gorilla Glass Victus强化玻璃，並備有絨絲白、幻影黑、石墨綠、日落紫四種機身顏色選項，而霧光白、霧光灰及霧光粉紅則為線上限定之顏色選項。此外，厂方亦有与美国时装品牌Thom Browne合作，推出此型号及Galaxy Z Fold 3的限量版产品，其在设计上亦融合了有关品牌的特色。
在2022年初，为迎接北京冬奥会举办，该机型特别增设冬梦白配色，默认壁纸也以滑雪运动员跨过城楼为设计，且在机身背面的三星logo下方多出北京冬奥会会徽（派发给运动员的版本则是奥运五环），但与往届奥运会一样，也会派发给一些运动员。
另外，还有bespoke定制版，消费者可根据自己喜好来定制手机配色，此服务在中国大陆于2022年2月引进。
在产品包装上，厂方未有在盒内附赠变压充電器及耳機，僅提供退卡針等常用配件，与iPhone 12系列与Galaxy S21系列看齐，亦與上代做法迴然不同。

## 系統規格
Galaxy Z Flip 3採用高通驍龍888芯片，並採用雙屏幕設計。當中主屏幕採用6.7吋Dynamic AMOLED 2X顯示屏，並支援120 Hz屏幕刷新率；而機背則採用1.9吋Super AMOLED顯示屏，比Galaxy Z Flip的1.1吋機面屏幕大上四倍，並可用作展示通知、時鐘、小工具等。值得一提的是，該產品的主屏幕並未如Galaxy Z Fold 3般採用屏下鏡頭設計。

### 容量
Galaxy Z Flip 3備有8 GB随机存取存储器，並備有128 GB或256 GB兩種內部存儲選項。該產品不具備microSD插槽，與Galaxy Z Flip相似。

### 電池
Galaxy Z Flip 3備有3300 mAh鋰離子聚合物電池（不可拆卸），較同年發佈的Galaxy S21之4000 mAh為少。該產品支援透過USB-C進行高達15W的有線充電，或高達10W的無線充電，亦支援利用自身电量为其他设备进行高达4.5W的反向充电。

### 鏡頭
Galaxy Z Flip 3採用雙鏡頭模組設計的後置鏡頭，分別為1200萬像素的廣角鏡頭及1200萬像素的超廣角鏡頭，並支援高達10倍的數位變焦。該產品亦於主屏幕配備1000萬像素的前置鏡頭。

### 軟件
該產品預載基於Android 11的One UI 3.5，廠方指出會為該產品提供至少四年的軟體更新（包括每月的保安更新），目前可透過官方更新至Android 14的One UI 6.1，且可使用Galaxy AI之功能（但因處理器的限制，僅能使用搜尋圈功能）。為配合用戶的日常操作需要，廠方在該產品加入「Flex Mode」功能，容許用戶在手機摺成L形的情況下使用應用程式。在此功能下，部份支援分屏功能的應用程式會一分為二，如在相機中，屏幕的上、下半部份會分別顯示取景窗及快門按鍵。

## 反應與評價
《Tom's Guide》認為Galaxy Z Flip 3在耐用性及音頻播放上相對於Galaxy Z Flip有所改進，亦欣賞該產品的副屏幕，而在遊玩《原神》及《狂野飆車9：競速傳奇》等需要使用較多系統資源的遊戲時亦能有良好的表現。該網站亦同時指出，主屏幕中央仍有明顯的摺痕，尤其以陽光直射或開啟淺色背景的應用程式為甚。有臺灣YouTuber對此亦有類似的看法，並指出廠方為控制手機的溫度，不惜犧牲處理器應有的處理效能，使在遊玩如《二之國》、《崩坏3》等需要使用較多系統資源的遊戲時，會令帧率有所下降。
另一網站《9to5Google》雖然欣賞廠方就該產品的耐用性作出提升，但指出屏幕使用達一定時間會留下指紋印記，而且其電池續航力欠佳，只達Pixel 4的水平。在拍攝方面，該網站認為該產品的拍攝質素只是平平，但因需揭開屏幕而令用戶需要花較多時間以打開相機。
而線上討論平台《XDA Developers》的評測指出Galaxy Z Flip 3的價錢吸引，惟同時指出該產品欠缺遠攝鏡頭，而電池續航力亦未能滿足一整天的使用需要，用戶在外出使用時或需自行攜帶充電器。英国報章《衛報》亦有類似看法，並指出該產品欠奉防塵功能，但仍給予該產品五星滿分。
香港網站《ePrice》亦有對該產品進行評測，除了欣賞其可容易收納外，機背的機面屏幕亦可作計時等用途，頗為實用，而拍攝效果亦能媲美同廠的旗艦手機。然而，該網站除了有述及上述的屏幕摺痕問題外，其性能亦僅為一般，且在使用變焦放大拍攝時，成像質量亦欠佳。